# Марк Фарнер
Марк Фредрі́к Фа́рнер (англ. Mark Fredrick Farner; *29 вересня 1948) — американський рок-музикант, співак, гітарист, учасник та засновник гурту «Grand Funk (Railroad)» народився у місті Флінт неподалік від Детройту, штат Мічиган.
Знайомство з музикою Марка Фарнера почалось у віці 15 років, коли через негаразди з колінами та зламаний палець він не зміг продовжити тренування з футболу у школі Кірслі (Kirsley High School) та погиркався з викладачем фізичного виховання Холі Росарі (Holy Rosary). Це спричинило до того, що Марк покинув школу на останньому році навчання та весь вільний час присвятив грі на електрогітарі. Подальшу освіту він продовжив у вечірній школі міста Флінт та почав музичну кар'єру спочатку в аматорському гурті Genesseians (1964), згодом — в The Derelicts, інша назва — Robin's Hoods (1965).

## Ранні роки і кар'єра
Maрк Фарнер народився  29 вересня 1948 року в місті Флінт (США). Із чотирьох братів і сестер він був другим сином пожежника Делтона Фарнера та його дружини Бетті. Ще юнаком Maрк розпочав свою професійну кар'єру, граючи в гуртах Terry Knight and the Pack (1965–1966), The Bossmen (з кінця липня по грудень 1966 року), The Pack (як The Fabulous Pack) (1967–1968), продюсером яких був Террі Найт. Пізніше в травні 1969 року він став одним із учасників гурту Grand Funk Railroad разом з  Доном Брюером, який грав на ударних, і бас-гітаристом Мелом Шахером, клавішник Крейг Фрост приєднався до них у 1973 році.

## Сольна кар'єра
В 1977 році, вже через рік після розпаду Grand Funk, Марк Фарнер разом зі своїм братом Ріккі Фарнером на лейблі Atlantic Records випустив дебютний альбом, названий власним іменем — Mark Farner. За участі Діка Вагнера, продюсера альбому, з яким у Марка Фарнера склались дружні стосунки ще з часів співпраці у «The Bossmen», дві пісні, написані та наспівані Марком, увійшли до синглу. На одній його стороні була композиція «You And Me Baby», на іншій — «Second Chance To Dance». Цікаво, що до складу нового гурту Фарнер запросив Боба Куліка, брата відомого гітариста Брюса Куліка (обидва брати в різні часи брали участь в Kiss). 
Другий альбом під назвою No Frills («Без надмірностей») вийшов у 1978 році. З першого складу до роботи на ним був залучений тільки Денніс Беллінджер (Dennis Bellinger), дружба з яким у Марка Фарнера продовжується по цей день. Перший сингл-кавер із цього альбому «Just One Look», вийшов того ж року, а невдовзі з'явився й другий — з досить популярною композицією «When a Man Loves a Woman».
Сольний дебют виявився не надто вдалим, не отримав визнання і залишився поза увагою публіки.